# Белогърда белоочка
Белогърдата белоочка (Zosterops albogularis) е вид птица от семейство Zosteropidae. Видът е критично застрашен от изчезване.

## Разпространение и местообитание
Разпространен е в Норфолк.